# Мотыга (деревня)
Моты́га — деревня в составе Запольского сельсовета Белыничского района Могилёвской области Республики Беларусь.

## Географическое положение
Ближайшие населённые пункты: Подчерешень, Лыньков, Иглица.